# Ясенская
Ясе́нская — станица в Ейском районе Краснодарского края.
Административный центр Ясенского сельского поселения.

## География
Станица находится на балке Горькая, в 4 км от побережья Ясенского залива Азовского моря и в 6 км к северо-западу от устья реки Ясени, на расстоянии 38 км к югу от города Ейск, административного центра района.

## История
Станица основана в 1873 году казаками-переселенцами из станиц Екатеринодарского и Темрюкского отделов области. Входила в Ейский отдел Кубанской области.

## Население
| 2002 | 2010  | 2021  |
| ---- | ----- | ----- |
| 4793 | ↘4751 | ↘4580 |

## Улицы
| - ул. Азовская, - ул. Верхняя, - ул. Восточная, - ул. Гоголя, - ул. Горькая Балка, - ул. Горького, - ул. Ейская, - ул. Западная, - ул. Кирпичная, | - пер. Кирпичный, - ул. Копанская, - ул. Короткая, - ул. Красная, - пер. Краснодарский, - ул. Ленина, - ул. Мельничная, - ул. Морская, - ул. Московская, | - ул. Некрасова, - ул. Новая, - ул. Одесская, - ул. Полевая, - ул. Пушкина, - ул. Ростовская, - ул. Рыбина, - ул. Садовая, - ул. Сенная, | - ул. Советов, - ул. Толстого, - ул. Хижняка, - ул. Шевченко, - ул. Шиловская, - пер. Шиловский, - ул. Широкая, - ул. Школьная, - пер. Школьный. |

## Известные уроженцы
- Рыбин, Иван Петрович (1909—1943) — советский военный лётчик, майор, Герой Советского Союза.